# Paota fultaria
Paota fultaria är en fjärilsart som beskrevs av Augustus Radcliffe Grote 1882. Paota fultaria ingår i släktet Paota och familjen mätare. Inga underarter finns listade i Catalogue of Life.